# Museum Gais
Il Museum Gais ("Museo di Gais"), è un museo a Gais. La sua collezione è classificata dal governo svizzero come bene culturale di importanza regionale.

## Storia
La collezione del museo nasce dall'arrivo nel comune verso la fine del XIX secolo di vari artisti e artigiani, attratti dal flusso di persone che usufruivano delle cure del siero di latte. Gli artisti produssero acquerelli e incisioni del paesaggio di Gais e dei suoi dintorni, parte dei quali finiti nella collezione del museo. 
Il museo è stato poi fondato nel 1972. 
A agosto 2019 il consiglio comunale cittadino ha stanziato 50 000 franchi per i lavori di ristrutturazione e riorganizzazione del museo: in totale sono stati investiti 150 000 franchi, e il museo ha riaperto a giugno 2021. Il rilancio del museo ha tuttavia incontrato delle difficoltà a causa della pandemia di Covid-19.
Il 28 marzo 2022 è stata creata la fondazione del museo.

## Collezione
La collezione permanente, incentrata su Gais, include incisioni su rame e acciaio, litografie e acquerelli raffiguranti il paese e i suoi dintorni. Fra questi sono rilevanti i panorami dell'artista appenzellese Johann Ulrich Fitzi, realizzati tra il 1840 e il 1842. Sono anche presenti orologi, vedute della cappella di Stoss, armi della battaglia dello Stoss, lastre da stampa e oggetti dell'antica tesoreria comunale. Per attirare nuovi visitatori sono state anche introdotte mostre temporanee con orientamento locale e regionale, fra cui una esposizione delle opere di Carl Walter Liner.